# Tolvmannabacken
Tolvmannabacken eller Kisa MTB park är en anläggning för downhill-åkning för mountainbike belägen i Kisa i södra Östergötland. Fram till 2020 var det en alping skidanläggning. Vid öppningen för mountainbikeparken 3 juli 2021 hade anläggningen 5 nedfarter och 2 liftar.

## Etymologi
Namnet Tolvmannabacken har flera förklaringar, men den mest troliga är enligt webbplatsen, att det kommit från en gammal timmerkörväg som skar diagonalt över en ravin och sedan korsade det som idag är skidbacken. Stensättningen som krävdes för att korsa ravinen byggdes av tolv man, därav namnet Tolvmannabacken, som sedan ärvdes av skidanläggningen.

## Historik
Ingenjören Sven Thrysin och lantmätaren Knut Jacobsson kunde genom avvägningar i området 1953 konstatera att det var lämpligt för en skidanläggning. Kisa skidklubb hade tidigare haft liten aktivitet av störtlopp på Starberget som dock låg i söderläge och därmed kortare snösäsong. Skidanläggningen hade tio nedfarter och fallhöjden är 140 meter. Det fanns sex liftar (varav tre parallella och ett rullband) med en total liftkapacitet på cirka 4 500 personer per timme. En av liftarna var en knapplift till för att lära småbarn att åka lift. Anläggningen ägdes och drevs av Branäskoncernen fram till 2021 då den såldes till Oscar Härnström. Därefter används backen för mountainbiking.